# Exocentrus multilineatipennis
Exocentrus multilineatipennis är en skalbaggsart som beskrevs av Stefan von Breuning 1974. Exocentrus multilineatipennis ingår i släktet Exocentrus och familjen långhorningar. Inga underarter finns listade i Catalogue of Life.